# Troneira

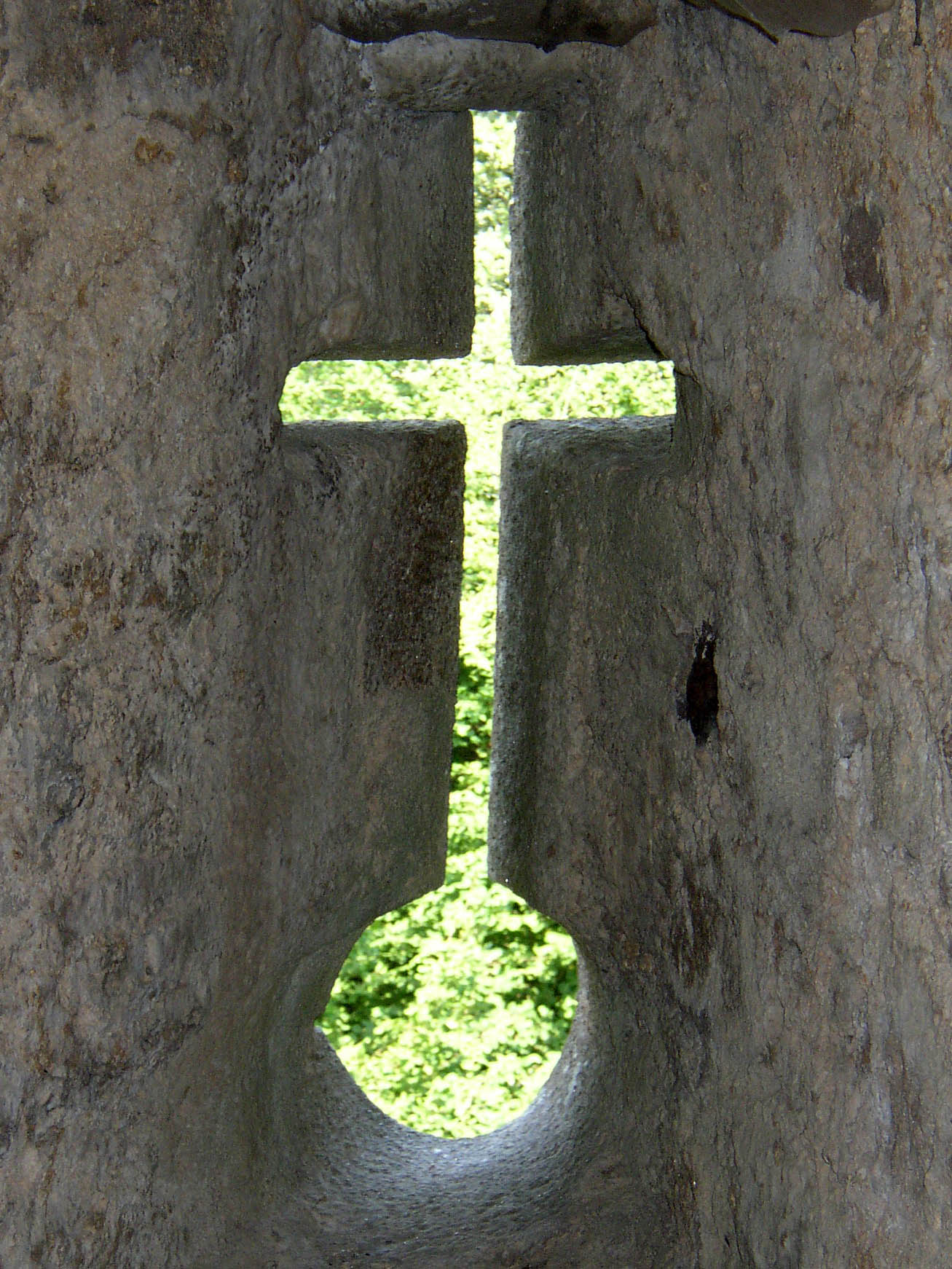
Troneira Cruzetada no Castelo de Santa Maria da Feira, Portugal.

A troneira (de trom ou do espanhol "tronera"), em arquitectura militar, é uma abertura circular, cruzetada, numa muralha ou numa ameia, própria para receber artilharia leve.
Também designa o espaço entre os merlões das ameias, por onde se enfia a boca da peça de artilharia (canhão).
O nome 'troneira' parece ter origem na antiga arma de artilharia 'trom', um pequeno canhão, usado mais recentemente para tiro de salva.

## Classificação segundo a forma
- Troneira Simples - constituída por um vão circular e largo encimado por uma fenda vertical.
- Troneira Cruzetada - composta por um orifício circular encimado por uma fenda vertical (para a observação em alcance), cortada por um rasgo transversal (para a observação em direção), em forma de cruz.
- Troneira Recruzetada ou de Dupla Cruz - composta por um orifício circular e um fenda vertical com dois ou mais rasgos transversais para observação.
- Canhoneira - de formato rectangular construída no corpo das fortificações no período de transição das fortalezas medievais para as abaluartadas.

## Galeria

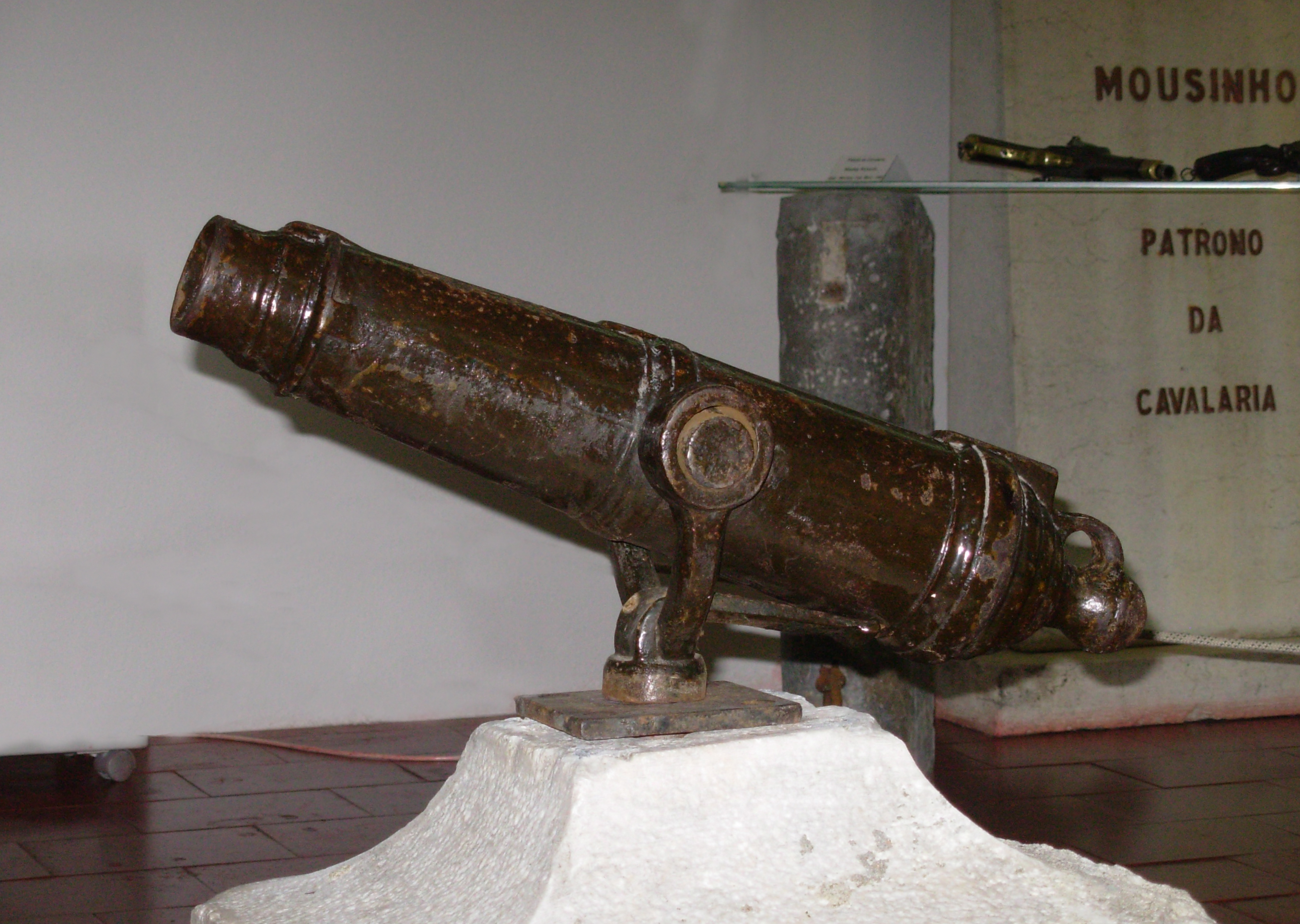
"Trom" no Museu do Regimento de Lanceiros n.º 2.
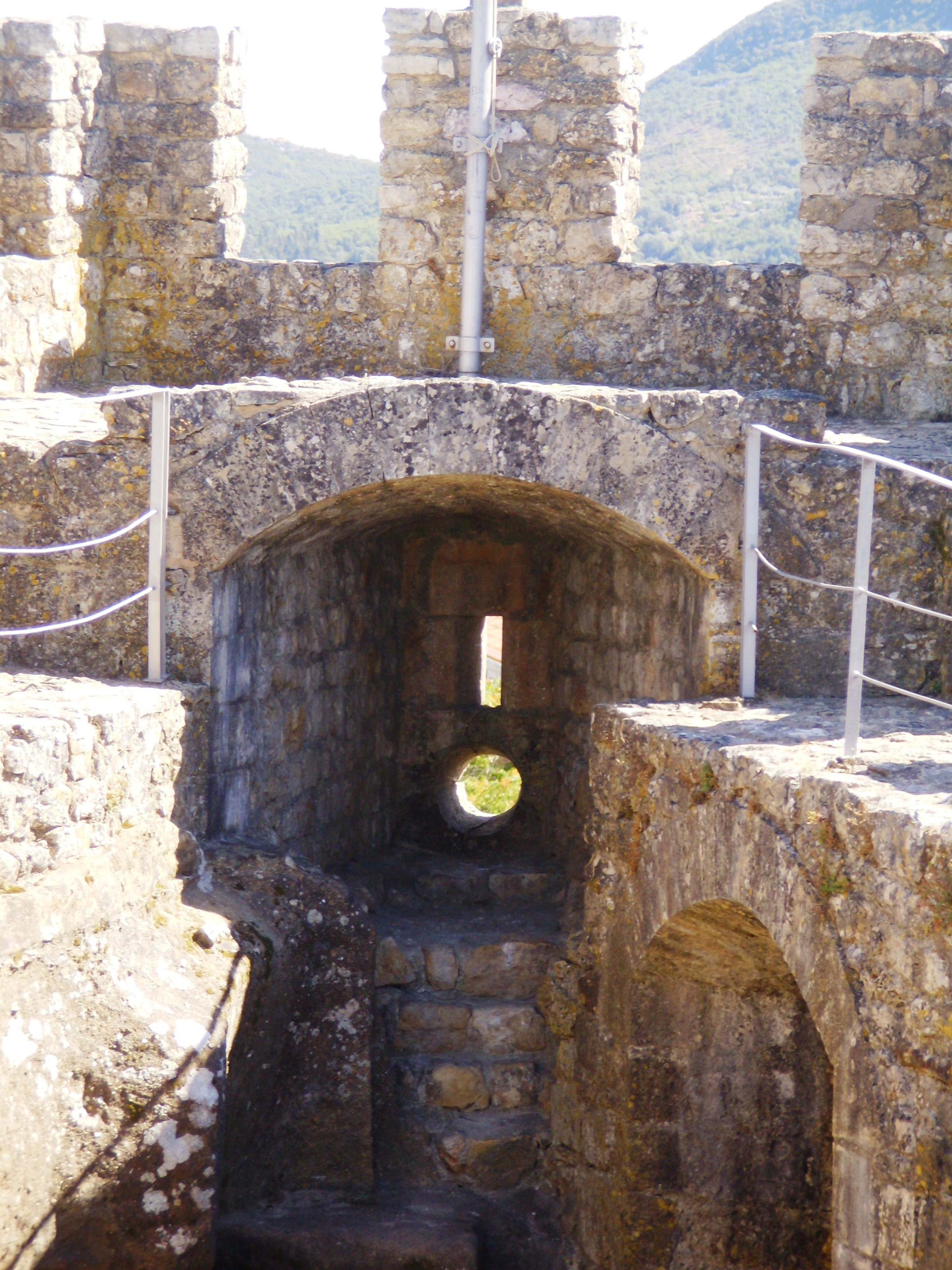
Troneira e seteira (Castelo de Penela)
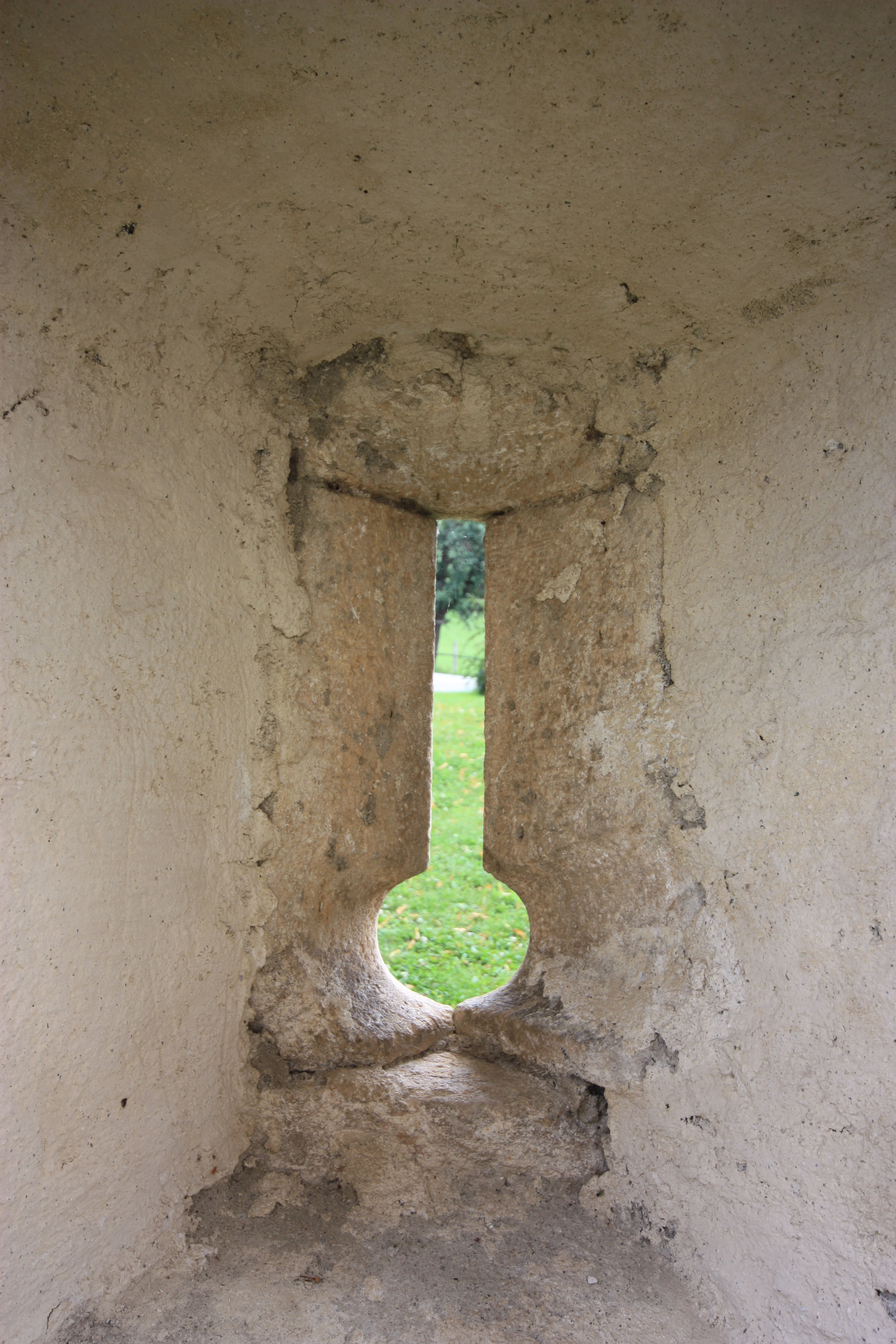
Troneira Simples (Áustria).
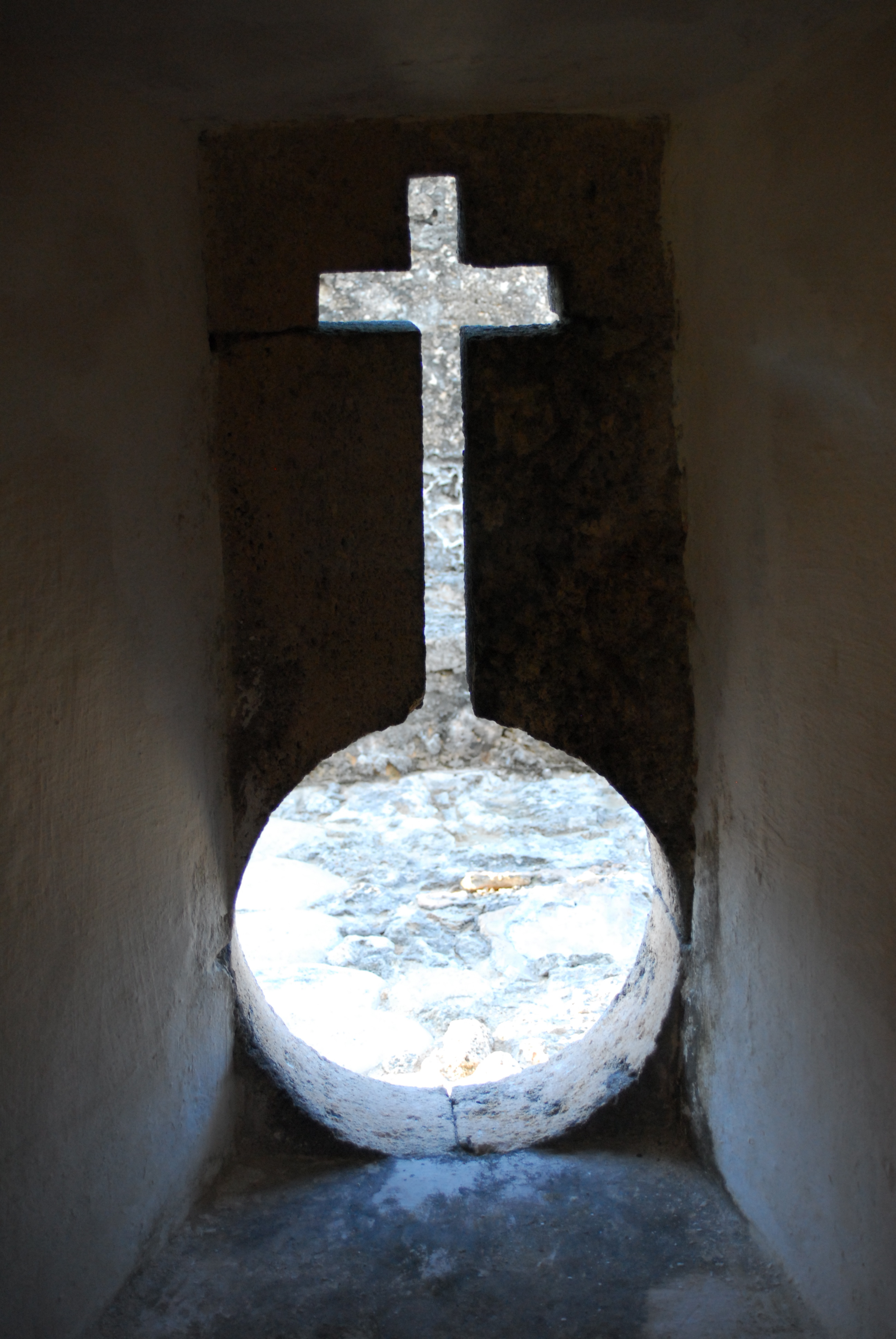
Troneira cruzetada (Capela de Nossa Senhora do Baluarte, Moçambique)
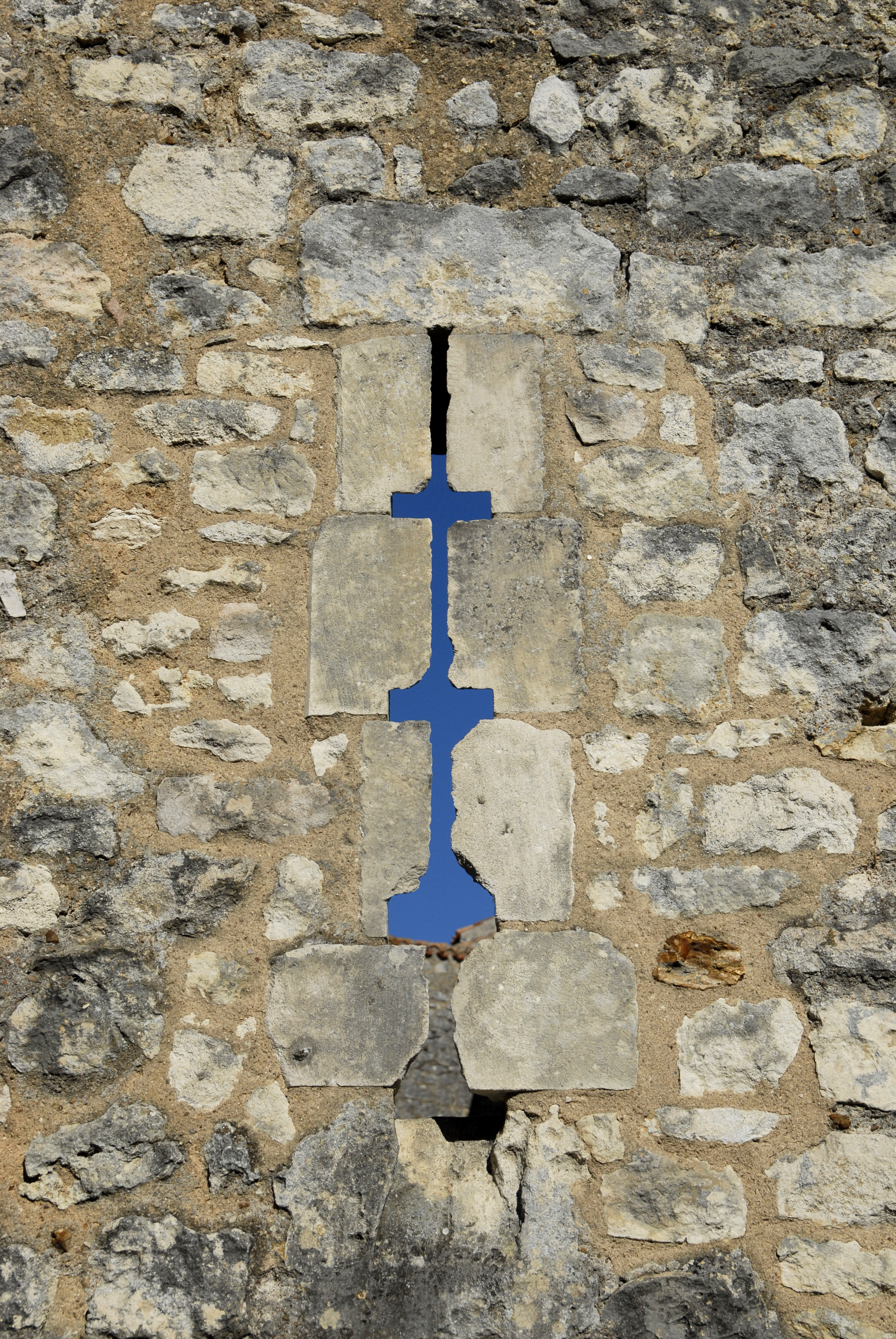
Troneira de Dupla Cruz (França).
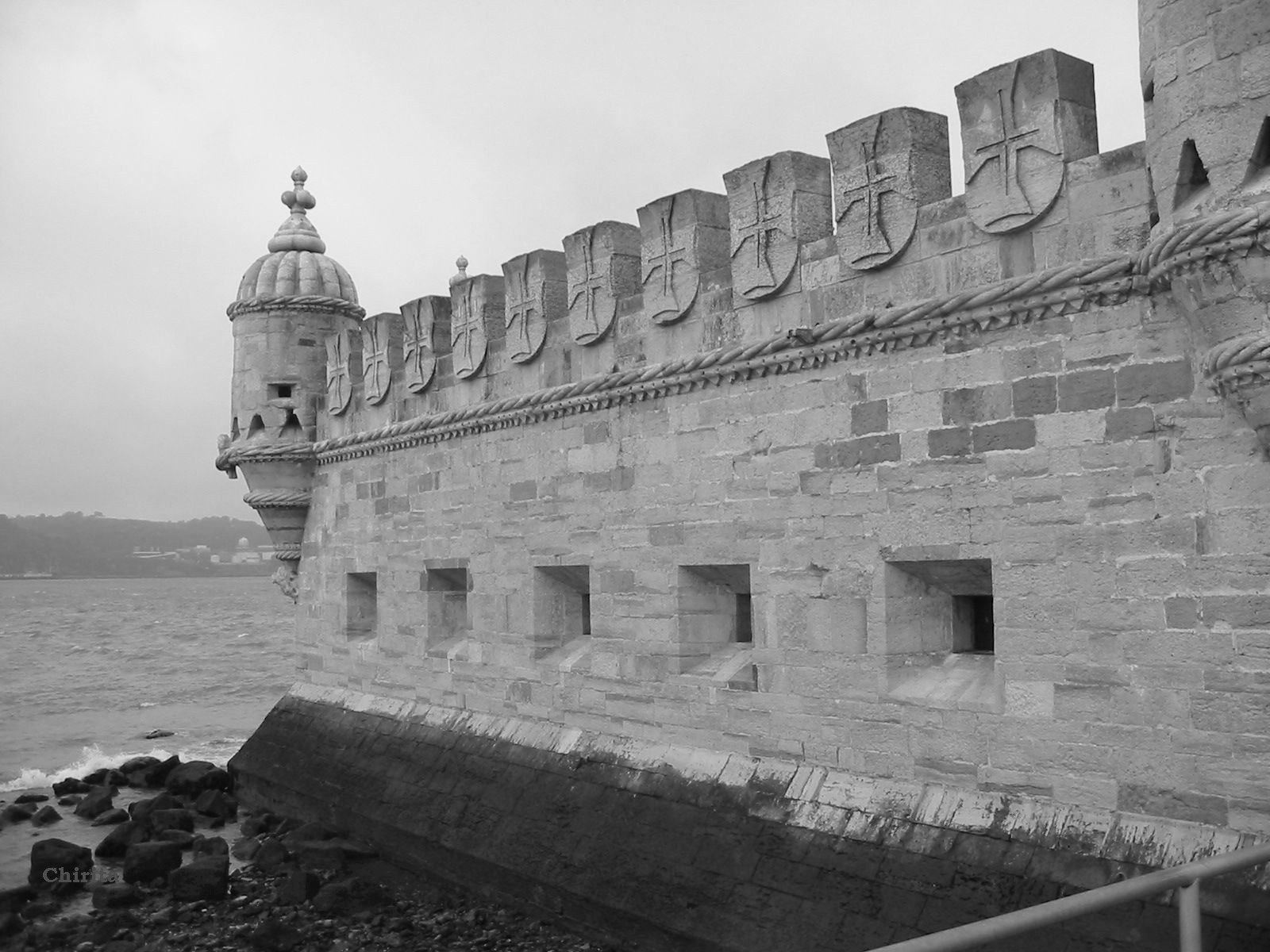
Canhoneiras na Torre de Belém